# 蒙特沃德 (佛罗里达州)
蒙特沃德（英語：Montverde），是美国佛罗里达州萊克縣下属的一座城镇。建立于1925年。面积约为4.6平方公里（约合1.8平方英里）。根据2010年美国人口普查，该市有人口1,463人。论人口在本州排行第311。